# Нурсай
Нурса́й (каз. Нұрсай) — село у складі Казталовського району Західноказахстанської області Казахстану. Адміністративний центр Теренкольського сільського округу.
Населення — 587 осіб (2021; 740 у 2009, 879 у 1999, 920 у 1989).